# ミクリノ (モスクワ州)
ミクリノ（ロシア語: Микулино）はロシア・モスクワ州ロトシノ地区(ru)の村落（село / セロ）である。
ショーシャ川に面し、人口は2010年の時点で1455人。年代記上の初出は1163年である。14 - 15世紀にはミクリンという名の都市であり、ミクリン公国の首都だった。ポーランド・リトアニアの侵攻を経てミクリノ＝ゴロディシチエ（城址、都市跡などの意）と呼ばれる村落となり、帝政ロシア末期の1929年まではトヴェリ・グベールニヤのスターリツァ・ウエズド(ru)（参照：グベールニヤ、ウエズド）に属した。20世紀のバレエダンサー、アレクサンドル・プーシキン(ru)は1909年にミクリノ＝ゴロディシチエで生まれている。